# Hypopterygium vriesei
Hypopterygium vriesei är en bladmossart som beskrevs av Roelof Benjamin van den Bosch och Sande Lacoste 1861. Hypopterygium vriesei ingår i släktet Hypopterygium och familjen Hookeriaceae. Inga underarter finns listade i Catalogue of Life.